# Bá tước xứ Burlington
Bá tước xứ Burlington (tiếng Anh: Earl of Burlington) là một tước hiệu đã được tạo ra hai lần, lần đầu tiên trong Đẳng cấp quý tộc Anh năm 1664 và lần thứ hai trong Đẳng cấp quý tộc Vương quốc Liên hiệp Anh năm 1831. Kể từ năm 1858, Bá tước xứ Burlington là một tước hiệu lịch sự được sử dụng bởi các Công tước xứ Devonshire, theo truyền thống được sinh ra bởi cháu trai của công tước, là con trai cả của con trai cả của công tước, Hầu tước xứ Hartington.
Lần tạo ra thứ 2 của tước vị này để trao cho Lãnh chúa George Cavendish, con trai thứ 3 của William Cavendish, Công tước thứ 4 xứ Devonshire.